# نوربرت هوف
نوربرت هوف (بالألمانية: Norbert Hof)‏ هو لاعب كرة قدم نمساوي في مركز الدفاع، ولد في 2 فبراير 1944 في فيينا في النمسا، وتوفي في يوليو 2020. شارك مع منتخب النمسا لكرة القدم. أما مع النوادي، فقد لعب مع أدميرا فاكر مودلينغ ورابيد فيينا ونادي فينر ونادي هامبورغ.

## وصلات خارجية
- نوربرت هوف على موقع الاتحاد الدولي (مؤرشف)  (الإنجليزية)
- نوربرت هوف على موقع قاعدة بيانات كرة القدم.إي يو (الإنجليزية)
- نوربرت هوف على موقع بيانات كرة القدم. دي إي (الألمانية)
- نوربرت هوف على موقع ناشيونال فوتبول تيمز (الإنجليزية)
- نوربرت هوف على موقع عالم كرة القدم.نت (الإنجليزية)